# Llista de medallistes olímpics de salt amb esquís
Aquesta és una llista dels medallistes olímpics de salt amb esquís:

## Medallistes

### Categoria masculina

#### Salt curt individual
| Edició                      | Or                    | Argent               | Bronze                |
| Innsbruck 1964 detalls      | Veikko Kankkonen      | Toralf Engan         | Torgeir Brandtzæg     |
| Grenoble 1968 detalls       | Jiří Raška            | Reinhold Bachler     | Baldur Preiml         |
| Sapporo 1972 detalls        | Yukio Kasaya          | Akitsugu Konno       | Selji Aochi           |
| Innsbruck 1976 detalls      | Hans-Georg Aschenbach | Jochen Danneberg     | Karl Schnabl          |
| Lake Placid 1980 detalls    | Toni Innauer          | Manfred Deckert      | no es concedí         |
| Lake Placid 1980 detalls    | Toni Innauer          | Hirokazu Yagi        | no es concedí         |
| Sarajevo 1984 detalls       | Jens Weissflog        | Matti Nykänen        | Jari Puikkonen        |
| Calgary 1988 detalls        | Matti Nykänen         | Pavel Ploc           | Jiří Malec            |
| Albertville 1992 detalls    | Ernst Vettori         | Martin Höllwarth     | Toni Nieminen         |
| Lillehammer 1994 detalls    | Espen Bredesen        | Lasse Ottesen        | Dieter Thoma          |
| Nagano 1998 detalls         | Jani Soininen         | Kazuyoshi Funaki     | Andreas Widhölzl      |
| Salt Lake City 2002 detalls | Simon Ammann          | Sven Hannawald       | Adam Małysz           |
| Torí 2006 detalls           | Lars Bystøl           | Matti Hautamäki      | Roar Ljøkelsøy        |
| Vancouver 2010 detalls      | Simon Ammann          | Adam Małysz          | Gregor Schlierenzauer |
| Sotxi 2014 detalls          | Kamil Stoch           | Peter Prevc          | Anders Bardal         |
| Pyeongchang 2018 detalls    | Andreas Wellinger     | Johann André Forfang | Robert Johansson      |
| Pequín 2022 detalls         | Ryōyū Kobayashi       | Manuel Fettner       | Dawid Kubacki         |

#### Salt llarg individual
| Edició                              | Or                 | Argent             | Bronze                |
| Chamonix 1924 detalls               | Jacob Tullin Thams | Narve Bonna        | Anders Haugen         |
| St. Mortiz 1928 detalls             | Alf Andersen       | Sigmund Ruud       | Rudolf Burkert        |
| Lake Placid 1932 detalls            | Birger Ruud        | Hans Beck          | Kaare Wahlberg        |
| Garmisch-Partenkirchen 1936 detalls | Birger Ruud        | Sven Eriksson      | Reidar Andersen       |
| St. Mortiz 1948 detalls             | Petter Hugsted     | Birger Ruud        | Thorleif Schjelderup  |
| Oslo 1952 detalls                   | Arnfinn Bergmann   | Torbjørn Falkanger | Karl Holmström        |
| Cortina d'Ampezzo 1956 detalls      | Antti Hyvärinen    | Aulis Kallakorpi   | Harry Glass           |
| Squaw Valley 1960 detalls           | Helmut Recknagel   | Niilo Halonen      | Otto Leodolter        |
| Innsbruck 1964 detalls              | Toralf Engan       | Veikko Kankkonen   | Torgeir Brandtzæg     |
| Grenoble 1968 detalls               | Vladimir Belussov  | Jiří Raška         | Lars Grini            |
| Sapporo 1972 detalls                | Wojciech Fortuna   | Walter Steiner     | Rainer Schmidt        |
| Innsbruck 1976 detalls              | Karl Schnabl       | Anton Innauer      | Henry Glaß            |
| Lake Placid 1980 detalls            | Jouko Törmänen     | Hubert Neuper      | Jari Puikkonen        |
| Sarajevo 1984 detalls               | Matti Nykänen      | Jens Weissflog     | Pavel Ploc            |
| Calgary 1988 detalls                | Matti Nykänen      | Erik Johnsen       | Matjaž Debelak        |
| Albertville 1992 detalls            | Toni Nieminen      | Martin Höllwarth   | Heinz Kuttin          |
| Lillehammer 1994 detalls            | Jens Weissflog     | Espen Bredesen     | Andreas Goldberger    |
| Nagano 1998 detalls                 | Kazuyoshi Funaki   | Jani Soininen      | Masahiko Harada       |
| Salt Lake City 2002 detalls         | Simon Ammann       | Adam Małysz        | Matti Hautamäki       |
| Torí 2006 detalls                   | Thomas Morgenstern | Andreas Kofler     | Lars Bystøl           |
| Vancouver 2010 detalls              | Simon Ammann       | Adam Małysz        | Gregor Schlierenzauer |
| Sotxi 2014 detalls                  | Kamil Stoch        | Noriaki Kasai      | Peter Prevc           |
| Pyeongchang 2018 detalls            | Kamil Stoch        | Andreas Wellinger  | Robert Johansson      |
| Pequín 2022 detalls                 | Marius Lindvik     | Ryōyū Kobayashi    | Karl Geiger           |

#### Salt llarg per equips
| Edició                      | Or                                                                                     | Argent                                                                                | Bronze                                                                                    |
| Calgary 1988 detalls        | FinlàndiaAri-Pekka Nikkola · Matti Nykänen · Tuomo Ylipulli · Jari Puikkonen           | IugoslàviaPrimož Ulaga · Matjaž Zupan · Matjaž Debelak · Miran Tepeš                  | NoruegaOle Christian Eidhammer · Jon Inge Kjørum · Ole Gunnar Fidjestøl · Erik Johnsen    |
| Albertville 1992 detalls    | FinlàndiaAri-Pekka Nikkola · Mika Laitinen · Risto Laakkonen · Toni Nieminen           | ÀustriaHeinz Kuttin · Ernst Vettori · Martin Höllwarth · Andreas Felder               | TxecoslovàquiaFrantišek Jež · Tomáš Goder · Jaroslav Sakala · Jiří Parma                  |
| Lillehammer 1994 detalls    | AlemanyaHansjörg Jäkle · Christof Duffner · Dieter Thoma · Jens Weißflog               | JapóJinya Nishikata · Takanobu Okabe · Noriaki Kasai · Masahiko Harada                | ÀustriaHeinz Kuttin · Christian Moser · Stefan Horngacher · Andreas Goldberger            |
| Nagano 1998 detalls         | JapóTakanobu Okabe · Hiroya Saito · Masahiko Harada · Kazuyoshi Funaki                 | AlemanyaSven Hannawald · Martin Schmitt · Hansjörg Jäkle · Dieter Thoma               | ÀustriaReinhard Schwarzenberger · Martin Höllwarth · Stefan Horngacher · Andreas Widhölzl |
| Salt Lake City 2002 detalls | AlemanyaSven Hannawald · Stephan Hocke · Michael Uhrmann · Martin Schmitt              | FinlàndiaMatti Hautamäki · Veli-Matti Lindström · Risto Jussilainen · Janne Ahonen    | EslovèniaDamjan Fras · Primož Peterka · Robert Kranjec · Peter Žonta                      |
| Torí 2006 detalls           | ÀustriaAndreas Widhölzl · Andreas Kofler · Martin Koch · Thomas Morgenstern            | FinlàndiaTami Kiuru · Janne Happonen · Janne Ahonen · Matti Hautamäki                 | NoruegaLars Bystøl · Bjørn Einar Romøren · Tommy Ingebrigtsen · Roar Ljøkelsøy            |
| Vancouver 2010 detalls      | ÀustriaWolfgang Loitzl · Andreas Kofler · Thomas Morgenstern · Gregor Schlierenzauer   | AlemanyaMichael Neumayer · Andreas Wank · Martin Schmitt · Michael Uhrmann            | NoruegaAnders Bardal · Tom Hilde · Johan Remen Evensen · Anders Jacobsen                  |
| Sotxi 2014 detalls          | AlemanyaAndreas Wank · Marinus Kraus · Andreas Wellinger · Severin Freund              | ÀustriaMichael Hayböck · Thomas Morgenstern · Thomas Diethart · Gregor Schlierenzauer | JapóReruhi Shimizu · Taku Takeuchi · Daiki Ito · Noriaki Kasai                            |
| Pyeongchang 2018 detalls    | NoruegaDaniel-André Tande · Andreas Stjernen · Johann André Forfang · Robert Johansson | AlemanyaKarl Geiger · Stephan Leyhe · Richard Freitag · Andreas Wellinger             | PolòniaMaciej Kot · Stefan Hula · Dawid Kubacki · Kamil Stoch                             |
| Pequín 2022 detalls         | ÀustriaStefan Kraft · Daniel Huber · Jan Hörl · Manuel Fettner                         | EslovèniaLovro Kos · Cene Prevc · Timi Zajc · Peter Prevc                             | AlemanyaConstantin Schmid · Stephan Leyhe · Markus Eisenbichler · Karl Geiger             |

### Categoria femenina

#### Salt curt individual
| Edició                   | Or           | Argent                 | Bronze         |
| Sotxi 2014 detalls       | Carina Vogt  | Daniela Iraschko-Stolz | Coline Mattel  |
| Pyeongchang 2018 detalls | Maren Lundby | Katharina Althaus      | Sara Takanashi |
| Pequín 2022 detalls      | Urša Bogataj | Katharina Althaus      | Nika Križnar   |